# Entauladora
La entauladora és una eina agrícola utilitzada a les últimes fases de la preparació de les terres abans de conrear-les. Post llisa o guarnida per davall de claus o altres elements tallants que serveix per a entaular la terra, aplanant els terrossos i fent que es conserve millor la humitat.
També s'anomena atauladora. És un instrument de tracció d'ús agrícola que s'empra per allisar la terra per tal de preparar-la abans de sembrar i salvaguardar la saó del bancal.

## Descripció
L'instrument consisteix en una peça de fusta o ferro de secció rectangular i forma de tauló ((que és un conjunt de barres unides per unes travesseres), que porta dues anelles de ferro a la vora davantera per enganxar-hi unes cordes que es nuguen al colleró de la bèstia de tir, normalment un matxo. Per a guiar-la van un home o dos, drets treballant, mentre l'animal de càrrega empenta l'entauladora amb el tros o trossos de corda que es lliguen al conjunt de corretges que envolten el cap del animal per subjectar-lo o guiar-lo (bridó).
Rep diversos noms: tauladora, al Maestrat i Castelló; ataulador, a Morella; post d'ataular a Benissoda...

## Tipus
Hi ha diversos tipus d'entauladores, normalment adaptacions a la tipologia concreta del cultiu i del tipus de terreny en el que es treballa. Podem distingir:
- la taula plana, també coneguda com a post plana, tabla plana, lisa, “aplanadora”, etc. A l'horta de València es caracteritza per estar formada per una taula de fusta forta amb, aproximadament, les següents mesures: 1’70 metres de llarg, 0’3 metres d'ample i una grossària que va de 0’03-0’04 metres. A més, prop dels extrems porta dues barres travesseres amb dos buits, per on es passa i lliga un dels caps del ramal que subjecten l'eina a la collera de llaurar. Les taules més recents, substitueixen les barres travesseres per ferros que acaben en anelles, de les quals s'agafen els tirants, que normalment es fan amb cànem. En canvi, a les zones de secà, la taula plana o post plana, és més estreta malgrat que pot ser més llarga, arribant a mesurar entre 3-5 metres. També hi ha taules planes xicotetes, que s'utilitzen entre el cavallons, sobre tot al cultiu del tabac i de la carxofa, per a fer pols. La taula plana és utilitzada pel que en el Maestrat, Xàtiva, Biar o Guardamar s'anomena “taular” o “entaular” en altres llocs, i que consisteix en passar la taula per damunt la terra després de l'ultima rella (ferro tallant, de forma aproximadament triangular, que penetra dins la terra per un cap, amb un mànec o cua per l'altre, pel qual es subjecta al dental), i esclafa, anivella i aplana el terreny que es vol llaurar, deixant el camp preparat per a ser sembrat. També pot utilitzar-se per a colgar la llavor després de sembrar.
- Entauladores de claus o bastonets, i de tallants o ganivets. Es tracta d'una entauladora amb una forma senzilla i unes dimensions de 1’7 de llarg i uns 30 cm d'amplària, a la que en la part de sota se li han encaixat verticalment una sèrie de claus formant una o dues fileres, també poden clavar-se ferros punxants o bastonets sense punta, en plans diferents. Presenta tipologies diferents segons la zona agrícola en la que ens fixem, així, a Alpuente, Agost o Sant Vicent del Raspeig, la entauladora de claus presenta un major grandària (1’5-2 metres de llargues i entre 30-40 cm d'ample) i a més, les travesseres que uneixen les taules són unes quatre i consisteixen en barres que porten encaixades els cal·lus o bastonets, els quals mesuren un 10 centímetres. A l'Horta de València, apareix una varietat consistent en un bastiment quadrangular que presenta a la part de sota claus, i al que es fixa un cavallet, damunt del qual es posa dret el llaurador. A l'Alcúdia en lloc de claus o bastonets, s'utilitzen ganivets per tallar la terra, i es disposen en fileres de ganivets (d'uns 15 cm), corbats cap arrere, distants uns dels altres uns 8 cm. El sistema d'enganxar-les, és com en les taules planes mitjançant argolles.
- Algunes Entauladores són mixtes, és a dir, presenten tant fileres de claus com a fileres de ganivets. Es tracta de una varietat que s'utilitza en diverses fases de les operacions de lliurança i manteniment, com poden ser la neteja del camp abans de llaurar-lo, rompre i esmenussar els terrossos una volta s'ha llaurat el camps, rompre la costra superficial del terra abans de la sembra (per a aquest ús, es fan dues passades d'entauladora de claus i després una de la taula plana), o tallar les herbes parasitàries i remoure la terra als conreus de cavallons, abans de dur a terme el reg (ús típic a l'Horta de València)

Dins de la tipologia de les Entauladores de claus, es pot incloure un grup d'eines que tenen una funció semblant, però totalment especialitzades a un tipus de sòl i conreu concret, com és el cas de la Marjal, on es treballa amb les entauladores de ganivets o dragues, es tracta d'una post de 1’9 de llarg i uns 30 cm d'ample, que a la part de baix du uns ganivets corbats cap arrere, que estan recolzats de cantó a la taula, disposats en dues o tres fileres en diferents plans, distanciats per uns 8 centímetres, clavats amb perns i femelles. És utilitzada per trencar la terra i aconseguir un fang fi adequat per la sembra de l'arròs.

## Utilitat
Hi ha dues tècniques d'ús. Una d'elles és amb dues persones, una de les quals porta l'animal del ramal, mentre que l'altra –anomenada ataulador- s'agafa de la cua i queda dempeus sobre l'entauladora. L'altra tècnica és per a una sola persona que porta els ramals per sobre el llom de la bèstia de tir.
L'entauladora de ganxos s'utilitza per a llevar els terrossos de grandària mitjana, així com per a trencar la costra de la superfície de la terra després de sembrar. Es diferencia de l'entauladora plana en la presència per la cara inferior de gangalles, mitges ferradures i altres elements tallants.
Les tècniques són semblants a les de l'entauladora plana, però per tal d'augmentar la pressió sobre el terreny poden ficar-se pedres per a fer pes.